# Наводнение в Белуджистане (2011)
Наводнение в Белуджистане — наводнение, начавшееся в конце февраля 2011 года после продолжительных дождей, приведших к выходу из берегов нескольких крупных рек в провинции Белуджистан. От наводнения погибло по меньшей мере 3 человека, около 100 человек остались без крова. Провинция сильно пострадала в результате прошлогоднего наводнения, после которого по информации УВКБ 166 000 пострадавших всё ещё живут в 240 лагерях.

## Наводнение
Метеорологический департамент выпустил предупреждение, в котором он предупредил, что западное волнение в Иране, вероятно, переместится в Белуджистан, принеся обильные дожди в течение четырёх дней. Сильные дожди начались 28 февраля лишь в Белуджистане, тогда как умеренный дождь был в других частях страны. 5 марта дожди дошли до Индии.

## Последствия
Около 100 человек остались без крова из-за внезапных наводнений, смывших дома в Кветте и других областях северного и центрального Белуджистана. Движение между Зиаратом и Лоралаем через Саньяви было приостановлено после сильного снегопада в долине, поскольку четыре фута снега упали в холмистых областях Зиарата и приблизительно шесть дюймов в городе за 24 часа. По крайней мере 70 зданий были смыты ливнями в Нушки, и более чем дюжина зданий разрушилась в областях Худа и Хротабад Кветты. Наводнение затопило большое количество зданий. Часть района Чагай была также затронута. Мост на национальном шоссе Кветта — Карачи был смыт
28 февраля административный центр провинции попал под сильные ливни. Во время шестидневного влажного периода пик осадков достигал 45 мм 24 часа, который был зарегистрирован 1 марта 2011

## Реакция пакистанского Правительства
Министр по чрезвычайным ситуациям лично посетил пострадавшие области и дал распоряжение выделить 200 палаток, 200 одеял и еду. Также было заявлено, что в государственных учреждениях будут созданы лагеря для пострадавших.